# Britny Fox
Britny Fox —  американская глэм-метал-группа.
Как пишет музыкальный сайт AllMusic, группа была типичной выступающей в барах глэм-роковой группой из Филадельфии, но потом они повстречались с Майклом Келли Смитом, гитаристом из подающей надежды метал-группы «Cinderella». Вскоре тот ушёл из «Cinderella» к ним, группа назвалась «Britney Fox», стала выглядеть так же, как «Cinderella», записала первую демозапись, а участники «Cinderella» помогли им подписать контракт с лейблом Columbia Records. Первый же их альбом был восторженно встречен и почти стал платиновым по продажам. Первый сингл с него — «Long Way to Love» — получил тяжёлую ротацию на MTV (хотя следующий — «Girlschool» — почему-то не пошёл). В итоге по результатам 1988 года группа получила премию «Лучшая новая группа» от журнала Metal Edge.

## Состав
- См. «Britny Fox § Lineups» в английском разделе.

## Дискография

### Студийные альбомы
| Год  | Альбом                | US  | Сертификации RIAA | Лейбл    |
| ---- | --------------------- | --- | ----------------- | -------- |
| 1988 | Britny Fox            | 39  | Золотой           | CBS      |
| 1989 | Boys in Heat          | 79  | нет               | CBS      |
| 1991 | Bite Down Hard        | нет | нет               | EastWest |
| 2003 | Springhead Motorshark | нет | нет               | Spitfire |